# نان، کار، آزادی
نان، کار، آزادی یا به صورت کامل‌تر نان، کار، آزادی، ادارهٔ شورایی، یک شعار سیاسی با سابقه‌ای طولانی در جنبش‌های اعتراضی ایران، افغانستان و بخش‌های مختلف کردستان است. از نمونه‌های متأخرِ معروف استفاده از این شعار می‌توان به اعتراضات نیشکر هفت‌تپه و شعار «نان، کار، آزادی، ادارهٔ شورایی» اشاره کرد.
همچنین شعار زنان معترض افغانستانی است در برابر طالبان. پس از روی کارآمدن طالبان، دروازه‌های جهان بار دیگر به روی افغانستان بسته شد. تحت تأثیر افزایش نرخ بیکاری، افزایش قیمت‌ها و وضع محدودیت‌ها برای زنان، زنان افغانستان به تاریخ ۱۶ دسامبر ۲۰۲۱ به خیابان‌ها آمده و با شعار نان، کار، آزادی، خواهان مشارکت سیاسی در نظام و رفع محدودیت‌ها از کار زنان گردیدند.
در قطع‌نامه‌ای که از سوی این زنان به خوانش گرفته شد، آمده‌است: «فقر، بی‌کاری، هزینه‌های بلند و غیر قابلِ دست‌رسِ مواد اولیهٔ غذایی، شهروندان کشور را در لبهٔ نابودی و بدترین نوع فاجعهٔ انسانی کشانیده‌است. مردم، نان و خوراک و اولیه‌ترین امکانات پیش‌برد زندگی شان را از دست داده‌اند.»
این اعتراضات که با شعار نان، کار، آزادی آغاز گردید، هر بار با ابتکار و خلاقیت‌های بیش تری همراه بود. قسمی که در گردهمایی ۲۶ دسامبر، یکی از زنان معترض، با زبان ناشنوایان (زبان اشاره)، با زبان بی زبانی مردم دنیا را خطاب قرار می‌داد تا صدای عدالت‌خواهی زنان افغانستانی شنیده شود و مردم دنیا نگذارند که دولت طالبان به رسمیت شناخته شود. در یک مورد دیگر، زنان معترض در گوشه ای از خیابان ایستادند و کف دست‌های خویش نوشتند: نان، کار، آزادی و مشارکت سیاسی و همچنان در پی اعتراض های خویش تعدادی از خانم ها با استفاده از اسپری شعارهای نان، کار، آزادی را بر روی دیوارهای شهر می نوشتند. با این که هر دفعه اعتراضات سر کوب می شدند، اما راه های اعتراض خود را از دیگر طریقه نشان می دادند، با سوزاندن برقع، نمایش های پانتومیم، آواز خواندن در محیط های بسته.

## گسترش دامنه اعتراضات
دامنه این اعتراضات، سپس به مزار شریف و هرات نیز رسید. در یک گردهمایی اعتراضی به تاریخ ۲۲ ثور (اردیبهشت)، زنان معترض در مزار شریف خواهان لغو حجاب اجباری گردیدند. زنان معترض، طالبان را به گروگان‌گیری زنان متهم کرده و ضمن سردادن شعار «بگذارید نفس بکشیم»، افزودند زنان نیمی از پیکر جامعه را تشکیل می‌دهند و باید به حقوق آنها احترام گذاشته شود. در یک تجمع اعتراضی به تاریخ ۱۱ سنبله ۱۴۰۰، زنان معترض هرات، به خیابان‌ها آمدند و شعار می‌دادند:
«نترسید، نترسید، ما همه با هم هستیم؛ هیچ حکومتی بدون حمایت زنان پایدار نمی‌ماند؛ حق تحصیل و کار زنان در تمام عرصه‌ها» از جمله شعارهایی است که روی برخی از پلاکاردهایی که معترضان در دست داشتند نوشته شده بود.

## عکس العمل طالبان در قبال زنان معترض
طالبان، در مقابل زنان معترض افغانستانی، در چند مرحله، عکس العمل‌های متفاوتی داشته‌اند. در مرحله اول، تعدادی از زنان طرف دار خویش را به خیابان کشاندند تا چنان وانمود نمایند که زنان معترض، نماینده زنان افغانستان نیستند. سپس عکس‌های که از این زنان معترض نشر شد، در یک گردهمایی طالبان نشان می‌دهد که عده ای از مردها چادرهای سیاه زنانه را پوشیده و به حیث زن، در مقابل زنان معترض در آن گردهمایی مشارکت نموده بودند. اما در مراحل بعدی، طالبان مانع زنان معترض شده و سعی در پراکنده نمودن زنان معترض داشته‌اند و گزارش‌ها حاکی از آن است که تعدادی از زنان معترض را به زندان برده و شکنجه نیز کرده‌اند. در یک مورد، طالبان به خانه تمنا زریاب پریانی هجوم برده، او و سه خواهرش را اسیر نموده و یک ماه در زندان محبوس نموده بودند. او از خود ویدیویی نشر نموده که هجوم طالبان را به خانه او نشان می‌دهد و در مقابل پریانی از مردم کمک می‌طلبد. در پی ادامه تظاهرات دختران دانشجو در هرات، به اثر شلیک هوایی طالبان دو معترض کشته شدند. یوناما نیز در گزارشی استفاده طالبان از سلاح را برای جلوگیری از اعتراضات تأیید کرده و از آن‌ها خواسته‌است تا استفاده از سلاح را متوقف نمایند.

## پیوندها
1. ↑  نان، کار، آزادی [بلا چاو] | کیمیا قربانی - Nan Kar Azadi [Bella ciao] | Kimia Ghorbani (به انگلیسی), retrieved 2022-10-26
2. ↑  روز، اطلاعات (۲۰۲۲-۱۰-۰۲). ««نان، کار، آزادی»». روزنامه اطلاعات روز. دریافت‌شده در ۲۰۲۲-۱۰-۲۶.
3. ↑  «زنان معترض افغان: هیچ دینی حقوق اساسی 'نان، کار و آزادی' را سلب نمی‌کند». صدای امریکا. دریافت‌شده در ۲۰۲۲-۱۰-۲۶.
4. ↑  «زنان افغانستانی با سردادن شعار «نان، کار، آزادی» در کابل تظاهرات کردند». ار. اف. ای - RFI. ۲۰۲۱-۱۲-۱۶. دریافت‌شده در ۲۰۲۲-۱۰-۲۶.
5. ↑  «سخنگوی طالبان: زنان شاغل فعلاً خانه بمانند». BBC News فارسی. دریافت‌شده در ۲۰۲۲-۱۰-۲۶.
6. ↑  ««نان، کار، آزادی»؛ شعار امروز زنان معترض در شهر کابل». روزنامه صبح کابل. ۲۰۲۱-۱۲-۱۶. دریافت‌شده در ۲۰۲۲-۱۰-۲۶.
7. ↑  «نان، کار، آزادی؛ مانیفیست زنان افغانستان». www.radiozamaneh.com. دریافت‌شده در ۲۰۲۲-۱۰-۲۶.
8. ↑  «نان، کار، آزادی؛ مانیفیست زنان افغانستان». www.radiozamaneh.com. دریافت‌شده در ۲۰۲۲-۱۰-۲۶.
9. ↑  «اعتراض به پوشش اجباری؛ بازداشت و سرکوب زنان معترض در کابل». العربیه فارسی. ۲۰۲۲-۰۵-۱۰. دریافت‌شده در ۲۰۲۲-۱۰-۲۶.
10. ↑  «اعتراض به پوشش اجباری؛ بازداشت و سرکوب زنان معترض در کابل». العربیه فارسی. ۲۰۲۲-۰۵-۱۰. دریافت‌شده در ۲۰۲۲-۱۰-۲۶.
11. ↑  «زنان هرات در تجمع اعتراض به طالبان: 'ما همه با هم هستیم'». BBC News فارسی. دریافت‌شده در ۲۰۲۲-۱۰-۲۶.
12. ↑  «افغانستان؛ بازداشت سه زن معترض توسط طالبان». العربیه فارسی. ۲۰۲۲-۰۱-۲۰. دریافت‌شده در ۲۰۲۲-۱۰-۲۶.
13. ↑  «افغانستان؛ بازداشت سه زن معترض توسط طالبان». العربیه فارسی. ۲۰۲۲-۰۱-۲۰. دریافت‌شده در ۲۰۲۲-۱۰-۲۶.
14. ↑  «زنان معترض علیه طالبان: «قلب و بدنم می‌لرزد» – DW – ۱۴۰۰/۱۱/۲۰». dw.com. دریافت‌شده در ۲۰۲۲-۱۰-۲۶.
15. ↑  rosa (۲۰۲۲-۱۰-۰۲). «اعتراض دانشجویان دختر در دانشگاه هرات؛ طالبان با گلوله پاسخ دادند». روزنامه اطلاعات روز. دریافت‌شده در ۲۰۲۲-۱۰-۲۶.
16. ↑  rosa (۲۰۲۲-۱۰-۰۱). «یوناما: طالبان استفاده از سلاح برای جلوگیری از اعتراض مسالمت‌آمیز را متوقف کنند». روزنامه اطلاعات روز. دریافت‌شده در ۲۰۲۲-۱۰-۲۶.